# Chuanr
I Chuanr, a volte chiamati semplicemente chuan (caratteri cinesi: 串儿, pinyin: chuànr; uiguro: كاۋاپ kawap; traduzione: kebab), sono spiedini composti da piccoli pezzi di carne arrostita. Il piatto ha avuto origine nella provincia cinese dello Xinjiang, e si è poi diffuso in tempi recenti in tutta l'area settentrionale della Cina, in particolar modo in città come Pechino, Tianjin e Jilin, dove viene venduto come popolarissimo cibo di strada. Essendo un prodotto della cucina sino-islamica, deriva dalla cultura di popoli come gli Uiguri ed altri popoli musulmani in Cina.

## Preparazione

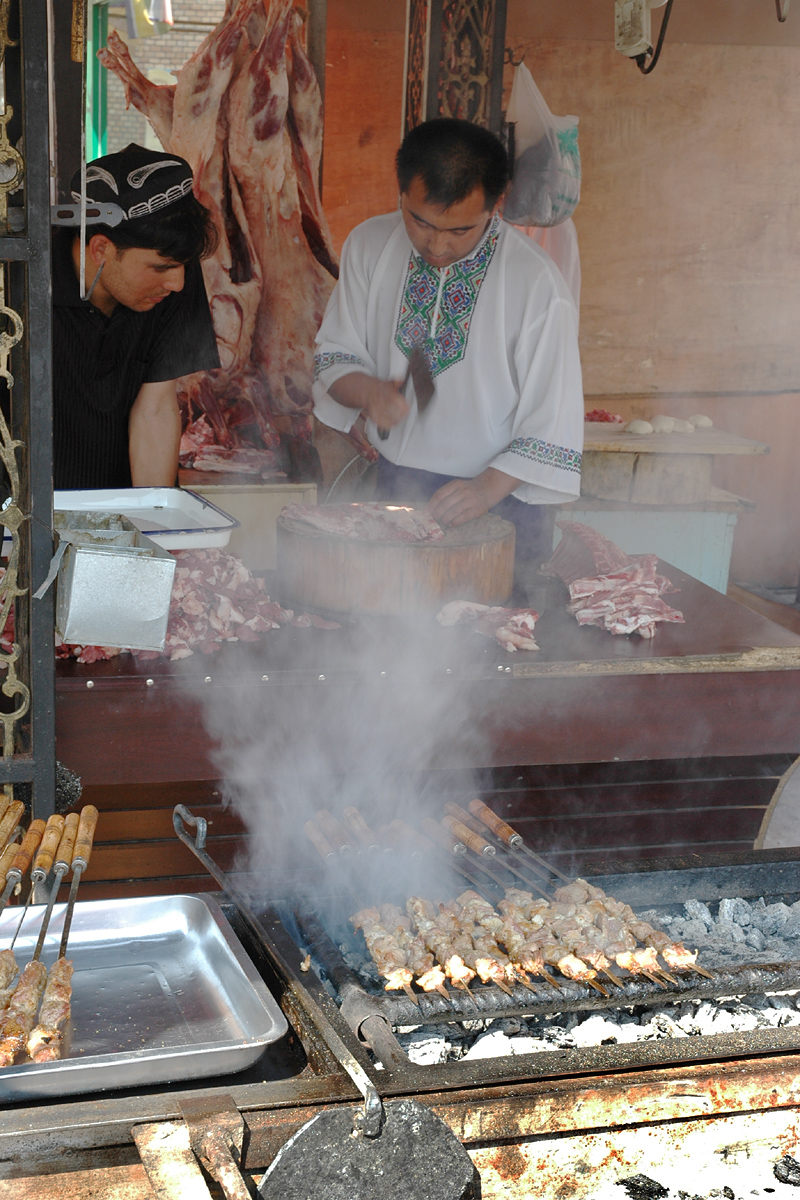
Venditore di chuanr a Xinjiang

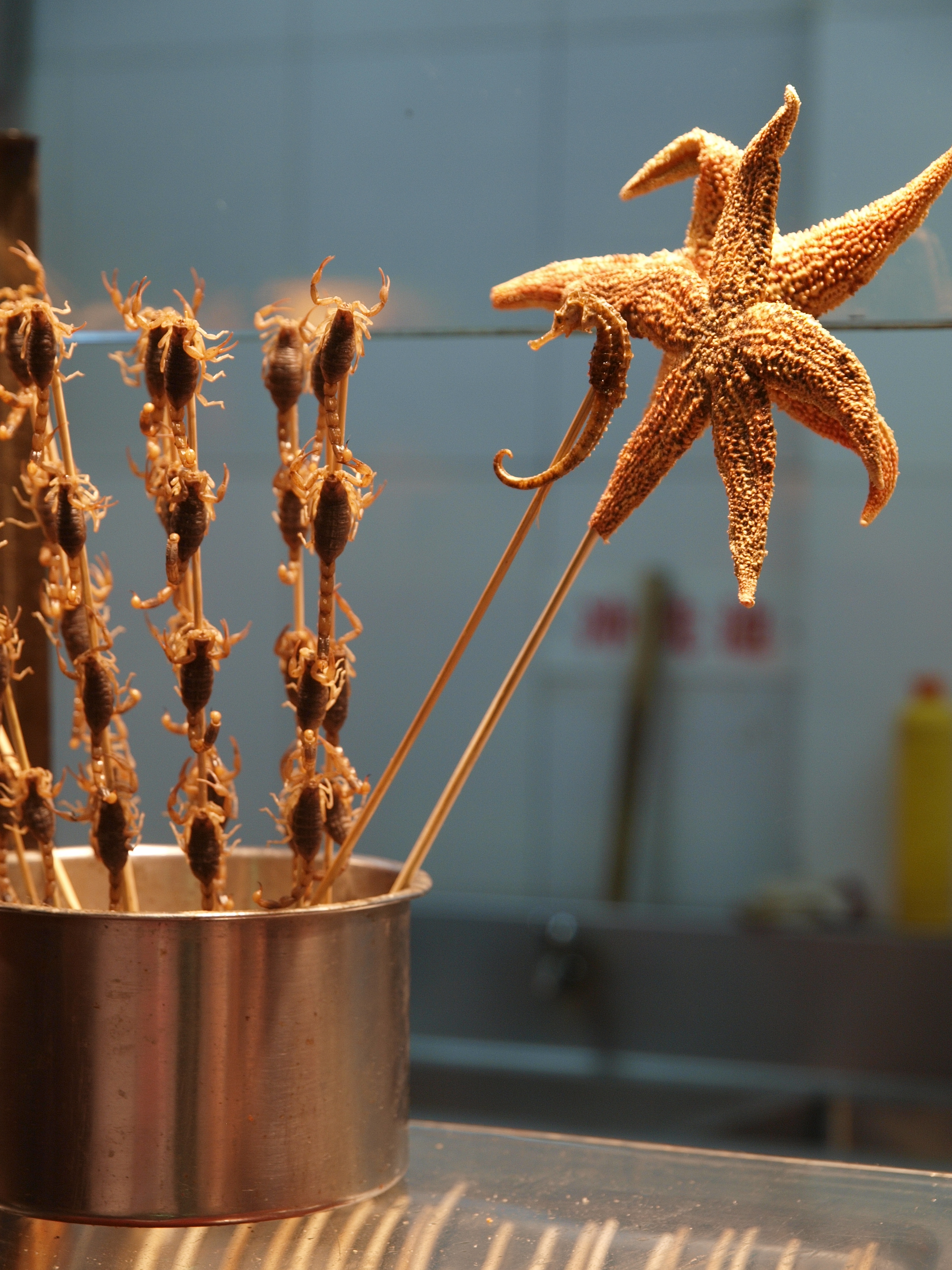
Spiedini fatti con stelle, cavallucci marini e scorpioni

I pezzi di carne dei chuanr vengono arrostiti, direttamente infilati in uno spiedino, su carbone o più raramente su fuoco elettrico. Alcune varianti implicano la cottura in olio caldo, popolare soprattutto nell'area di Pechino. Originariamente veniva utilizzata quasi esclusivamente carne di agnello o capra (yáng ròu chuàn, 羊肉串), il quale anche attualmente è il tipo più comune, tuttavia in tempi recenti hanno trovato ampia diffusione anche chuanr di carne di pollo, maiale, manzo e diversi tipi di pesce.
Nelle aree turistiche, ad esempio negli hutong del centro storico di Pechino, in quartieri come Wangfujing e Liulichang, si trovano anche chuanr di carne di animali esotici quali uccelli, rettili ed insetti. Generalmente la carne può essere speziata secondo il proprio gusto personale, ma i venditori ambulanti utilizzano spezie standard quali semi di cumino (孜然, zīrán), fiocchi di peperone essiccati, sale e sesamo oppure olio di sesamo.
Una particolare variante del chuanr è quella fatta con il mantou, o pane al vapore; essa viene tipicamente condita con pasta di fagioli dolci (甜豆酱, da non essere confusa con la pasta di fagioli rossi), il cui sapore serve per attenuare quello della carne piccante e speziata dei chuanr.

## Varianti
A Tianjin, i chuanr sono spesso serviti insieme ad una piccola pagnotta di pane rotonda (馅饼, xiànr bǐng, tradotto letteralmente "tortina" o "panino ripieno"), che viene arrostita alla griglia con le stesse spezie utilizzate per la carne. Al termine della cottura, il pane viene tagliato a metà e la carne dei chuanr viene usata come ripieno, servendo tutto in una portata unica.